# Byszew (gromada)
Byszew (niepoprawnie Byszew k/Witoni) – dawna gromada, czyli najmniejsza jednostka podziału terytorialnego Polskiej Rzeczypospolitej Ludowej w latach 1954–1972.
Gromady, z gromadzkimi radami narodowymi (GRN) jako organami władzy najniższego stopnia na wsi, funkcjonowały od reformy reorganizującej administrację wiejską przeprowadzonej jesienią 1954 do momentu ich zniesienia z dniem 1 stycznia 1973, tym samym wypierając organizację gminną w latach 1954–1972.
Gromadę Byszew siedzibą GRN w Byszewie (k/Witoni) utworzono – jako jedną z 8759 gromad na obszarze Polski – w powiecie łęczyckim w woj. łódzkim, na mocy uchwały nr 32/54 WRN w Łodzi z dnia 4 października 1954. W skład jednostki weszły obszary dotychczasowych gromad Byszew, Leszno, Szamów i Wargowa Stara ze zniesionej gminy Witonia w tymże powiecie. Dla gromady ustalono 13 członków gromadzkiej rady narodowej.
1 stycznia 1956 gromadę włączono do powiatu kutnowskiego w tymże województwie.
Gromada przetrwała do końca 1972 roku, czyli do kolejnej reformy gminnej.
Uwaga: Nie mylić z gromadą Byszew Grabowski w powiecie łęczyckim.